# بوجي (فلم 2021)
بوجي (بالإنجليزية: Boogie) فيلم دراما أمريكي لعام 2021، كتبه وأخرجه إيدي هوانغ في أول ظهور له كمخرج. من بطولة تايلور تاكاهاشي، وتايلور بيج، وبشار «بوب سموك» جاكسون. يمثل الفيلم أول ظهور لجاكسون قبل وفاته (مغني راب أمريكي. قُتل يوم 19 فبراير 2020 في بيته بمدينة ويست هوليوود (كاليفورنيا)، قتل في أعقاب عملية سطو قام بها رجلان على منزله). تم إصداره في 5 مارس 2021.
تلقى الفيلم آراء متباينة من النقاد وحقق أكثر من مليون دولار أمريكي.

## طاقم التمثيل
تايلور تاكاهاشي: في دور ألفريد «بوجي» تشين
تايلور بيج: في دور إليانور
خورخي لينديبورغ جونيور: في دور ريتشي
بشار «بوب سموك» جاكسون: في دور راهب
باملين تشي: في دور السيدة تشين
مايك مو: في دور ملفين
بيري يونغ: في دور السيد تشين
اليكسا ماريكا: في دور أليسا
دومينيك لومباردوزي: في دور المدرب هوكينز
إدي هوانغ: في دور جاكي
شارلماجني: في دور باتريك
بالاشتراك مع ديفيد بروستر جونيور

## ملخص أحداث الفيلم
يعيش ألفريد تشين «بوجي» (تايلور تاكاهاشي) في نيويورك مع والديه المتنازعين غير السعداء. الأسرة من أصل آسيوي، ويحلم والده (بيري يونغ) بمستقبل يرى ابنه في الدوري الاميركي للمحترفين لكرة السلة، وعلى الرغم من ذلك، فإن ألفريد لا يستطيع الحصول على أي عروض للمنح الدراسية الجامعية. تثير والدته (باملين تشي) أسئلة حول العنصرية، وضعف الفرص لولدها كلاعب آسيوي. يبدأ كل شيء في الانهيار في حياة بوجي، بدءًا من علاقة بوجي العاطفية مع زميلته إليانور (تايلور بيج)، وأيضا مع منافسه مونك (بشار «بوب سموك» جاكسون) نجم مدرسة أخرى في كرة السلة. يشتبك بوجي مع مدربه (دومينيك لومباردوزي)، بينما تستعين والدة بوجي بمدير للمساعدة في محاولة تعظيم فرص ابنها، وهو موقف لا يؤدي إلا إلى مزيد من التوتر، ومع توالي الأحداث الصعبة، يقرر بوجي إيجاد طريقة للتغيير، بمصاحبة صديقة جديدة، ومدرسة ثانوية أخرى، ومنافسين مختلفين في الملعب.

## استقبال الفيلم
صدر الفيلم في 5 مارس 2021، في 1252 دار عرض بالولايات المتحدة، وحقق في اليوم الأول لصدوره مبلغ 430.000 دولار، واستمر في ظهوره الأول ليحقق بمبلغ 1.2 مليون دولار، ويحتل المركز الخامس في شباك التذاكر.
منح موقع الطماطم الفاسدة الفيلم تقييم مقداره 42% بناء على آراء 66 ناقد سينمائي، وكتب إجماع نقاد الموقع: «يخطئ» بوجي«في تسديدته، برواية منحوتة ونبرة غير متساوية».
منح موقع ميتاكريتيك الفيلم تقييم مقداره 54% بناء على آراء 22 ناقد سينمائي.
الجمهور الذين استطلعت آراؤهم شركة الأبحاث «سينما سكور Cinema Score»، منح الفيلم تقييم (+C) على مقياس من (+A) إلى (F)، بينما ذكرت «بوست توك» أن 70٪ من أفراد الجمهور منحوا الفيلم درجة إيجابية، مع 55٪ قالوا إنهم يوصون بمشاهدة الفيلم بالتأكيد. كتب تيو بوجبي من صحيفة نيويورك تايمز: «إنه فيلم كفء، لكنه لا يصل إلى بطولات الدوري الكبرى». منح كريس فوغنار من سان فرانسيسكو كرونيكل الفيلم ثلاثة نجوم من أصل خمسة نجوم، مشيرًا إلى أنه «من المنعش رؤية الدراما الأمريكية الآسيوية النادرة على الشاشة الكبيرة، ولكن الكثير من الصراعات في الفيلم، في الملعب وخارجه، يجعلنا نشعر بأنه غير مطهو جيدًا». قدمت أليسون ويلمور من المجلة الأمريكية فالتشر Vulture مراجعة متباينة إلى سلبية، حيث كتبت أن «أفكار الفيلم حول الهوية الأمريكية الآسيوية وكونك صينيًا في أمريكا غامضة، وأن الفيلم سواد مع خليط طائش من الطمع والاستياء».

## روابط خارجية
- بوجي على موقع IMDb (الإنجليزية)
- بوجي على موقع ميتاكريتيك (الإنجليزية)
- بوجي على موقع روتن توميتوز (الإنجليزية)
- بوجي على موقع قاعدة بيانات الفيلم (الإنجليزية)
- بوجي على موقع ليتربوكسد (الإنجليزية)
- بوجي على موقع كينوبويسك (الروسية)